# 建設労働者の雇用の改善等に関する法律
建設労働者の雇用の改善等に関する法律（けんせつろうどうしゃのこようのかいぜんとうにかんするほうりつ、昭和51年5月27日法律第33号）は、建設労働者の雇用管理の改善、能力の開発および向上に関する日本の法律である。
1976年（昭和51年）5月27日公布、同年10月1日施行。
建設労働者については、建設生産が有期の注文生産であること、屋外作業が中心となること等に加え、実際の建設工事が複雑な下請関係のもとで小零細企業によって行われる場合が多いという日本特有の事情から、労働面で、雇用関係の不明確、雇用形態の不安定、賃金不払いおよび労働災害の多発、技能労働者の不足、福祉の立ちおくれ等多くの問題がみられる。このような建設労働の実情にかんがみ、その基本的な課題である雇用関係の明確化と雇用管理体制の整備を推進し、併せて建設労働者の技能の向上および福祉の増進のための措置を積極的に促進し、その改善を図ろうとするものである（昭和51年9月7日発職第172号）。

## 構成
- 第一章 総則（第1条・第2条）
- 第二章 建設雇用改善計画（第3条・第4条）
- 第三章 建設労働者の雇用の改善等（第5条-第11条）
- 第四章 事業主団体の作成する実施計画の認定（第12条-第17条）
- 第五章 建設業務有料職業紹介事業（第18条-第30条）
- 第六章 建設業務労働者就業機会確保事業（第31条-第45条）
- 第七章 雑則（第46条-第48条）
- 第八章 罰則（第49条-第52条）
- 附則

## 目的・定義
この法律は、建設労働者の雇用の改善、能力の開発及び向上並びに福祉の増進を図るための措置並びに建設業務有料職業紹介事業及び建設業務労働者就業機会確保事業の適正な運営の確保を図るための措置を講ずることにより、建設業務に必要な労働力の確保に資するとともに、建設労働者の雇用の安定を図ることを目的とする（第1条）。
この法律において、次の各号に掲げる用語の意義は、以下による（第2条）。 
- 建設業務 - 土木、建築その他工作物の建設、改造、保存、修理、変更、破壊若しくは解体の作業又はこれらの作業の準備の作業に係る業務をいう。
  - 労働基準法別表第一第3号に該当する事業及び労働保険の保険料の徴収等に関する法律第12条4項3号に掲げる事業と同じものであること（昭和51年9月7日職発409号）。
- 建設業務労働者 - 建設業務に主として従事する労働者をいう。
- 建設事業 - 建設業務を行う事業（国又は地方公共団体の直営事業を除く。）をいう。
  - ここでいう「事業」の概念は、労働基準法及び徴収法における解釈と同じく、営利の目的をもって行われるか否かを問わず、一定の場所において一定の組織のもとに有機的に相関連して行われる一体的な経営活動をいうものであること。したがって、この法律における「建設事業」は、原則として建設の事業（徴収法第12条4項3号）と同じものとなること（昭和51年9月7日職発409号)。
- 建設労働者 - 建設事業に従事する労働者をいう。
- 事業主 - 建設労働者を雇用して建設事業を行う者をいう。
- 事業主団体 - 事業主を直接又は間接の構成員とする団体又はその連合団体（法人でない団体にあっては、代表者又は管理人の定めのあるものに限る。）であって、厚生労働省令で定めるものをいう。
- 建設業務職業紹介 - 事業主団体が、当該事業主団体の構成員を求人者とし、又は当該事業主団体の構成員若しくは構成員に常時雇用されている者を求職者とし、求人及び求職の申込みを受け、求人者と求職者との間における建設業務に就く職業に係る雇用関係（期間の定めのない労働契約に係るものに限る。）の成立をあっせんすることをいう。
- 建設業務有料職業紹介事業 - 有料の建設業務職業紹介（建設業務職業紹介に関し、いかなる名義でもその手数料又は報酬を受けないで行う建設業務職業紹介以外の建設業務職業紹介をいう。）を業として行うことをいう。
- 建設業務労働者の就業機会確保 - 事業主が、自己の常時雇用する建設業務労働者を、当該雇用関係の下に、かつ、他の事業主の指揮命令を受けて、当該他の事業主のために建設業務に従事させることをいい、当該他の事業主に対し当該建設業務労働者を当該他の事業主に雇用させることを約してするものを含まないものとする。
- 建設業務労働者就業機会確保事業 - 建設業務労働者の就業機会確保を業として行うことをいう。
- 送出労働者 - 事業主が常時雇用する建設業務労働者であって、建設業務労働者の就業機会確保の対象となるものをいう。

第4章~第6章の規定は、船員職業安定法第6条1項に規定する船員については、適用しない（第48条）。

## 建設雇用改善計画
厚生労働大臣は、建設労働者（船員職業安定法第6条1項に規定する船員を除く。第9条及び第10条を除き、以下同じ。）の雇用の改善、能力の開発及び向上並びに福祉の増進に関する重要事項並びに建設業務有料職業紹介事業及び建設業務労働者就業機会確保事業の適正な運営の確保に関する重要事項を定めた計画（建設雇用改善計画）を策定するものとする。（第3条1項）。厚生労働大臣は、建設雇用改善計画を策定する場合は、あらかじめ、関係行政機関の長と協議するとともに、労働政策審議会の意見を聴くものとする（第3条3項）。この規定に基づき、現在、令和3年度~令和7年度の5年間を計画期間とする「第10次建設雇用改善計画」が告示されている。
建設雇用改善計画に定める事項は、次のとおりとする（第3条2項）。
1. 建設労働者の雇用の動向に関する事項
2. 建設労働者に係る雇用状態の改善並びにその能力の開発及び向上を図るために講じようとする施策の基本となるべき事項
3. 建設労働者の福祉の増進を図るために講じようとする施策の基本となるべき事項
4. 建設業務有料職業紹介事業及び建設業務労働者就業機会確保事業の適正な運営の確保を図るために講じようとする施策の基本となるべき事項

## 国の責務
厚生労働大臣は、建設雇用改善計画の円滑な実施のため必要があると認めるときは、事業主、事業主の団体その他の関係者に対し、建設労働者の雇用の改善、能力の開発及び向上並びに福祉の増進に関する事項について必要な勧告又は要請をすることができる（第4条）。
政府は、建設労働者（雇用保険法第62条1項に規定する「被保険者等」に該当するものに限る）の雇用の安定並びに能力の開発及び向上を図るため、雇用安定事業又は能力開発事業として、次の事業を行うことができる（第9条）。
1. 事業主、事業主の団体又はその連合団体に対して、建設労働者の雇用の改善、再就職の促進その他建設労働者の雇用の安定を図るために必要な助成を行うこと。
2. 事業主等に対して、建設労働者の技能の向上を推進するために必要な助成を行うこと。
3. 第14条1項に規定する認定団体に対して、第43条2号に規定する送出就業の作業環境に適応させるための訓練の促進並びに建設業務労働者の就職及び送出就業の円滑化を図るために必要な助成を行うこと。

## 事業主の責務
事業主は、建設事業（建設労働者を雇用して行うものに限る。第8条において同じ。）を行う事業所ごとに、次に掲げる事項のうち当該事業所において処理すべき事項を管理させるため、雇用管理責任者を選任しなければならない（第5条）。
1. 建設労働者の募集、雇入れ及び配置に関すること。
2. 建設労働者の技能の向上に関すること。
3. 建設労働者の職業生活上の環境の整備に関すること。
4. 前三号に掲げるもののほか、建設労働者に係る雇用管理に関する事項で厚生労働省令で定めるもの（施行規則第1条の2）
  - 労働者名簿及び賃金台帳に関すること。
  - 労働者災害補償保険、雇用保険及び中小企業退職金共済制度その他建設労働者の福利厚生に関すること。

- 雇用管理責任者は、各企業の内部において、建設労働者に係る雇用管理に関する事項を管理させるために、事業主が選任するものであること。また、法令上事業主に義務づけられている雇用管理に関する事項についての責任が雇用管理責任者に移行するというものではない。雇用管理責任者の資格については、法令上特に規定されていないが、適正な雇用管理の実効を期するため、たとえば社会保険労務士など労働に関する資格を有する者や雇用管理について相当の実務経験を有する者などが望ましい。特に、小規模な企業において、事業主又はその代表者が自ら建設労働者の雇用管理を行うことができる場合は、自ら雇用管理責任者としてその職務を行うこととして差し支えない（昭和51年9月7日職発409号）。

事業主は、新聞、雑誌その他の刊行物に掲載する広告、文書の掲出又は頒布その他厚生労働省令で定める方法以外の方法により建設労働者の募集を行う場合において、その被用者に建設労働者を募集させようとするときは、厚生労働省令で定めるところにより、当該被用者の氏名その他建設労働者の募集に関する事項で厚生労働省令で定めるものを公共職業安定所長に届け出なければならない。ただし、建設労働者の募集の適正化を図るため特に必要があると認められる区域として厚生労働省令で定める区域以外の区域において建設労働者を募集させる場合は、この限りでない（建設労働者募集届、第6条）。この届出は、当該届出に係る募集をさせる前に、建設労働者募集届（様式第一号）を当該届出に係る募集をさせようとする区域を管轄する公共職業安定所長に提出することによって行わなければならない。ただし、日雇労働者及び日雇労働者以外の労働者の募集を同時にさせようとする場合であって、当該区域を管轄する公共職業安定所が二以上あるときは、当該届出は、主として募集をさせようとする労働者の募集に係る事務を厚生労働省組織規則第792条の規定により取り扱う公共職業安定所長に提出することによって行うことができる（施行規則第2条）。
- 「厚生労働省令で定める区域」とは、東京都新宿区、台東区、江東区、荒川区、神奈川県横浜市中区、愛知県名古屋市中村区、大阪府大阪市西成区、兵庫県尼崎市である（施行規則第3条、別表第一）
- 「被用者」とは、職業安定法第36条の「被用者」と同意義であり、「通常通勤することができる地域」とは、その事業主の事業場へ毎日通勤して通常の勤務を行うことができる範囲の地域をいい、職業安定法第35条但書の「通常通勤することができる地域」の概念と同一のものであること（昭和51年9月7日職発409号）。
- 「厚生労働省令で定める方法以外の方法により建設労働者の募集を行う場合」とは、すなわち、直接募集をいうものであること（昭和51年9月7日職発409号）。

事業主は、建設労働者を雇い入れたときは、速やかに、当該建設労働者に対して、以下の内容を明らかにした文書を交付しなければならない（第7条）。
1. 当該事業主の氏名又は名称
2. その雇入れに係る事業所の名称及び所在地
3. 雇用期間
  - 原則として年月日により明示しなければならないが、終了時を特定することが、特に困難な場合は、終了予定日を記載し、「（予定）」を附記すること（昭和51年9月7日職発409号）。
4. 従事すべき業務の内容
  - 大工、左官、建設機械運転等職種名とその具体的業務内容を記載すること（昭和51年9月7日職発409号）。

- 建設労働者については、第7条及び労働基準法第15条1項の両規定が相まって、雇用関係の明確化の実効を期することとしているものであること。この規定は、従来建設業について、行政指導により実施してきた雇入通知書を制度化したもので、その主眼は、とかく雇用関係の不明確な有期雇用労働者の雇用関係の明確化を図ることにあるので、指導に当たっては、特に、有期雇用労働者についてその趣旨が徹底するよう配慮すること（昭和51年9月7日職発409号）。